# Sa Font / Son Morei
Sa Font / Son Morei és un jaciment arqueològic al municipi de Muro (Mallorca) cronològicament del jaciment arqueològic es correspon probablement amb l'època talaiòtica, tot i que la manca d'excavacions arqueològiques no permet confirmar-ho. El jaciment s'ubica vora el camí de Son Morei, de mode que l'accés es ben fàcil. El jaciment es compon d'un talaiot quadrat de dimensions considerables i, tot i que no supera els dos metres d'alçada, els costats tenen unes mesures gens menyspreables. El talaiot es troba quasi completament tapat per vegetació i dues de ses seves cares son impracticables. No s'hi aprecia portal d'entrada i l'interior està quasi completament farcit de terra i enderrocs. A part d'aquest edifici no s'aprecien altres estructures i la ceràmica superficial és molt escassa.